# Bill Hader
William Thomas Hader Jr. (Tulsa, Oklahoma, 7 de junio de 1978) es un actor, guionista, director y comediante estadounidense. Es reconocido por su participación en Saturday Night Live, por hacer a Richie Tozier adulto en It: Capítulo dos y por ser el cocreador y protagonista de la serie Barry. Tuvo roles secundarios en varias películas de comedia como Forgetting Sarah Marshall, Tropic Thunder, Pineapple Express y Superbad, y le dio un giro a su carrera cuando cambió de registro como actor dramático en The Skeleton Twins y Trainwreck. También trabaja como doblador y actor de voz. Actualmente dirige, produce, escribe y protagoniza la reconocida serie de HBO Barry, por la que ganó dos premios Emmy y estuvo nominado en todas las categorías.

## Primeros años de vida
Hader nació y creció en Tulsa, Oklahoma, hijo de Sherri Renee y William Thomas Hader. Su padre era dueño de una compañía de transporte aéreo y trabajaba como gerente de un restaurante, camionero y comediante ocasional; su madre era maestra de baile. Tiene dos hermanas menores, Katie y Kara. Su ascendencia incluye alemán, danés, irlandés e inglés; su apellido se origina en Alemania.
Hader asistió a la Escuela Primaria Patrick Henry, Edison Junior High y la Escuela Preparatoria Cascia Hall. Le costaba "concentrarse en la clase" y siempre estaba "bromeando". Aunque no era odiado por sus compañeros de clase, sentía que nunca encajaba realmente y se pasaba el tiempo mirando películas y leyendo. Admira a Monty Python, la comedia británica y las películas de Mel Brooks y Woody Allen, muchas de las cuales le presentaron a través de su padre. Hizo cortometrajes con amigos y protagonizó una producción escolar de The Glass Menagerie.

## Carrera

### Comienzos
Las aspiraciones de Hader de convertirse en cineasta eventualmente lo llevaron a abandonar la universidad y mudarse a Los Ángeles en 1999. Sus padres apoyaron su decisión de mudarse, y Hader usó el dinero que originalmente habían ahorrado para su educación universitaria para cubrir sus gastos de vida cuando llegó a Los Ángeles.  Encontró trabajo como asistente de producción mientras recorría las páginas posteriores de The Hollywood Reporter, y esperaba avanzar lo suficiente como para convertirse en asistente de dirección. Pasó gran parte de su edad adulta "solo y subempleado", ocupando grandes cantidades de tiempo libre con maratones de películas. Trabajaba regularmente durante 18 horas diarias como asistente público, teniendo poco tiempo para perseguir sus ambiciones creativas. Trabajó como asistente de producción en el DVD Empire of Dreams: The Story of the Star Wars Trilogy; los largometrajes James Dean, Spider-Man y Daño colateral, así como un asistente de postproducción en la serie de televisión The Surreal Life. Hader trabajó brevemente como asistente y director de escena en Night Calls de Playboy TV; pero renunció, ya que temía que decepcionaría a sus padres. Eventualmente dejó de ser un asistente de producción por completo después de una mala experiencia en la película el Rey Escorpión.

### 2014-2019: Papeles de cine y Barry
Hader protagonizó un papel dramático en la película de 2014 The Skeleton Twins, junto a Kristen Wiig, con quien trabajó en Saturday Night Live. La película ganó por Mejor guion en el Festival de cine de Sundance. En 2015, Hader expresó el personaje de Temor en la aclamada película de Disney-Pixar, Inside Out, y se unió para interpretar a un dinosaurio en la película de Pixar The Good Dinosaur. Sin embargo, Hader, junto con John Lithgow, Lucas Neff, Neil Patrick Harris y Judy Greer, abandonaron el proyecto después de que sus personajes fueron rediseñados.

Hader tuvo su primer papel protagónico en la comedia romántica junto a Amy Schumer en Trainwreck (2015) y continuó en estos papeles románticos en Maggie's Plan (2015). Hader usó su voz para Alpha 5 en la versión cinematográfica de Power Rangers (2017).
En 2018, Hader cocreó (con Alec Berg) y comenzó a protagonizar la serie de comedia negra de HBO Barry, por la cual recibió ocho nominaciones al Premio Primetime Emmy como productor, escritor, director y actor. Ganó el Premio Emmy por Mejor actor principal en una serie de comedia, y recibió nominaciones consecutivas por Mejor serie de comedia, Mejor dirección para una serie de comedia y Mejor escritura para una serie de comedia durante sus dos primeras temporadas.
En 2019, protagonizó la película de terror sobrenatural It: Chapter Two como la versión adulta de Richie Tozier, junto a Jessica Chastain, James McAvoy y Bill Skarsgård

## Vida personal
En 2006, Hader se casó con la escritora y directora Maggie Carey. Tienen tres hijas juntos, nacidas en octubre de 2009, julio de 2012, y noviembre de 2014. Hader y Carey anunciaron su separación en 2017. Hader solicitó el divorcio en diciembre de 2017. El divorcio llegó a un acuerdo el 1 de marzo de 2018 y recuperaron su soltería el 23 de junio de 2018. El 5 de enero de 2020, se confirmó en la alfombra roja de los Golden Globes que Hader mantiene una relación con la actriz Rachel Bilson, se separaron en el mismo año.
Hader comenzó a salir con la actriz Anna Kendrick a fines de 2020 o principios de 2021.  Para junio de 2022, habían terminado su relación.
Hader es un ávido lector que ha dicho: "Realmente no fui a la universidad, probablemente por eso me gusta leer los clásicos". Las obras de Dostoievski y Faulkner, así como Richard Ford, Junichiro Tanizaki y George Saunders están entre los libros en sus estantes.
Hader, manifiesta que tiene una alergia al maní.

## Filmografía
| Año  | Título                                         | Personaje               |
| ---- | ---------------------------------------------- | ----------------------- |
| 1998 | Cube Jacked City                               | Bill                    |
| 2004 | Sounds Good to Me: Remastering the Sting       | Barnaby G. Price        |
| 2005 | Hitch                                          | Justin Brennaman        |
| 2005 | Jenny Clone                                    | Padre                   |
| 2005 | Office Space                                   | Reese Bolton            |
| 2005 | Hallway                                        | Recepcionista           |
| 2006 | Tres son multitud                              | Mark                    |
| 2006 | Doogal: Aventuras peludas                      | Soldado Sam (voz)       |
| 2006 | The Pity Card                                  | Dick                    |
| 2007 | Knocked Up                                     | Brent                   |
| 2007 | Hot Rod - Saltando el destino                  | Dave                    |
| 2007 | Superbad                                       | Oficial Slater          |
| 2007 | Los hermanos Solomon                           | Motociclista            |
| 2008 | Forgetting Sarah Marshall                      | Brian Bretter           |
| 2008 | Pineapple Express                              | Private Greg B. Miller  |
| 2008 | Tropic Thunder                                 | Rob Slolom              |
| 2009 | Adventureland                                  | Bobby                   |
| 2009 | Night at the Museum: Battle of the Smithsonian | George Armstrong Custer |
| 2009 | Año Uno                                        | Shaman                  |
| 2009 | Cloudy with a Chance of Meatballs              | Flint Lockwood (voz)    |
| 2010 | Hoodwinked 2: Hood vs. Evil                    | Hansel (voz)            |
| 2010 | Megamind                                       | Bob Espinas (voz)       |
| 2011 | Paul                                           | Agente Haggard          |
| 2012 | Hombres de negro 3                             | Andy Warhol (Agente W)  |
| 2013 | Cloudy with a Chance of Meatballs 2            | Flint Lockwood (voz)    |
| 2013 | Turbo                                          | Guy Gagné (voz)         |
| 2013 | Monsters University                            | Slug (voz)              |
| 2014 | The Skeleton Twins                             | Milo Dean               |
| 2015 | Trainwreck                                     | Aaron                   |
| 2015 | Inside Out                                     | Temor (voz)             |
| 2016 | The BFG                                        | Giant                   |
| 2017 | Power Rangers                                  | Alpha 5 (voz)           |
| 2018 | Barry                                          | Barry (protagónico)     |
| 2018 | Ralph rompe Internet                           | J.P. Spamley (voz)      |
| 2018 | Brooklyn Nine-Nine                             | Capitan Dozerman        |
| 2019 | It: Chapter Two                                | Richie Tozier           |
| 2022 | Lightyear                                      | Featheringhamstan (voz) |
| 2023 | Beau tiene miedo                               | UPS Guy                 |

## Premios y nominaciones
| Premios Primetime Emmy | Premios Primetime Emmy                     | Premios Primetime Emmy | Premios Primetime Emmy | Premios Primetime Emmy |
| Año                    | Categoría                                  | Trabajo Nominado       | Resultado              | Ref.                   |
| ---------------------- | ------------------------------------------ | ---------------------- | ---------------------- | ---------------------- |
| 2009                   | Mejor programa animado (menos de una hora) | South Park             | Ganador                | [ 32 ]                 |
| 2011                   | Mejor programa animado                     | South Park             | Nominado               | [ 32 ]                 |
| 2012                   | Mejor actor de reparto - Serie de comedia  | Saturday Night Live    | Nominado               | [ 32 ]                 |
| 2013                   | Mejor actor de reparto - Serie de comedia  | Saturday Night Live    | Nominado               | [ 32 ]                 |
| 2014                   | Mejor programa animado                     | South Park             | Nominado               | [ 32 ]                 |
| 2015                   | Mejor actor invitado - Serie de comedia    | Saturday Night Live    | Nominado               | [ 32 ]                 |
| 2015                   | Mejor programa animado                     | South Park             | Nominado               | [ 32 ]                 |
| 2016                   | Mejor serie de variedad con sketch         | Documentary Now!       | Nominado               | [ 32 ]                 |
| 2017                   | Mejor programa animado                     | South Park             | Nominado               | [ 32 ]                 |
| 2017                   | Mejor serie de variedad con sketch         | Documentary Now!       | Nominado               | [ 32 ]                 |
| 2018                   | Mejor serie de comedia                     | Barry                  | Nominado               | [ 32 ]                 |
| 2018                   | Mejor dirección - Serie de comedia         | Barry                  | Nominado               | [ 32 ]                 |
| 2018                   | Mejor guion - Serie de comedia             | Barry                  | Nominado               | [ 32 ]                 |
| 2018                   | Mejor actor - Serie de comedia             | Barry                  | Ganador                | [ 32 ]                 |
| 2018                   | Mejor actor invitado - Serie de comedia    | Saturday Night Live    | Nominado               | [ 32 ]                 |